# Liste des conseillers d'État du canton d'Appenzell Rhodes-Extérieures

Cette page présente la liste des conseillers d'État du canton d'Appenzell Rhodes-Extérieures.

## 2019-2023
- Dölf Biasotto (PLR), département des constructions et de l'économie, président (landammann) de juin 2021 à juin 2023
- Alfred Stricker (sans parti), département de la formation et de la culture, président de juin 2019 à juin 2021
- Yves Noël Balmer (PS), département de la santé et des affaires sociales
- Hansueli Reutegger (UDC), département de l'intérieur et de la sécurité
- Paul Signer (PLR), département des finances

## 2015-2019
- Paul Signer (PLR), département de l'intérieur et de la sécurité, président à partir de juin 2017 à juin 2019
- Matthias Weishaupt (PS), département de la santé et des affaires sociales, président de juin 2015 à juin 2017
- Köbi Frei (UDC), département des finances
- Marianne Koller-Bohl (PLR), département de l'économie et de l'agriculture jusqu'à fin 2015, puis département des constructions et de l'économie jusqu'au 31 mai 2017. Remplacée par Dölf Biasotto (PLR)
- Alfred Stricker (sans parti), département de la formation et de la culture

## 2011-2015
- Marianne Koller-Bohl (PLR), département de l'économie et de l'agriculture, présidente de juin 2013 à juin 2015[1]
- Hans Diem (UDC), département de la sécurité et de la justice jusqu'en juin 2013, président de juin 2011 à juin 2013[2]. Remplacé par Paul Signer (PLR)
- Jakob Brunnschweiler (PLR), département des constructions et de l'environnement
- Rolf Degen (PLR), département de la formation

- Köbi Frei (UDC), département des finances
- Matthias Weishaupt (PS), département de la santé
- Jürg Wernli (PLR), département de l'intérieur et de la culture

## 2007-2011
- Jakob Brunnschweiler (PLR), département des constructions et de l'environnement et président
- Rolf Degen (PLR), département de la formation
- Hans Diem (UDC), département de la sécurité et de la justice
- Köbi Frei (UDC),  département des finances
- Marianne Koller-Bohl (PLR), département de l'économie et de l'agriculture
- Matthias Weishaupt (PS), département de la santé
- Jürg Wernli (PLR), département de l'intérieur et de la culture

## 2003-2007
- Alice Scherrer (PRD), département de la santé, présidente de juin 2003 à 2006. Remplacée par Matthias Weishaupt (PS) en juin 2006
- Jakob Brunnschweiler (PRD), département des constructions et de l'environnement, président à partir de juin 2006[3]
- Hans Altherr (PRD), remplacé en juin 2005 par Marianne Koller-Bohl (PLR)
- Rolf Degen (PRD), département de la formation
- Hans Diem (UDC), département de la sécurité et de la justice
- Köbi Frei (UDC), département des finances
- Jürg Wernli (PRD), département de l'intérieur et de la culture

## 1999-2003
- Hans Altherr, président de 2000 à 2003
- Marianne Kleiner (PRD), département des finances, présidente de 1997 à 2000 (première femme Landammann)
- Gebi Bischof (PRD)
- Jakob Brunnschweiler (PRD)
- Hans Diem (UDC)
- Werner Niederer (PS)
- Alice Scherrer (PRD), département de la santé